# Mbem Ndjock
Mbem Ndjock ou Mbemndjock est un village de la région du Centre du Cameroun, situé dans la commune de Makak. 

## Population et développement
En 1962, la population de Mbem Ndjock était de 352 habitants. La population de Mbem Ndjock était de 527 habitants dont 253 hommes et 274 femmes, lors du recensement de 2005.     